# Reema bint Bandar Al Saoud
Reema bint Bandar Al Saoud, née le 15 février 1975 à Riyad (Arabie saoudite), est une princesse, femme d'affaires, philanthrope saoudienne. Le 23 février 2019, elle est nommée ambassadrice d'Arabie saoudite à Washington.

## Biographie

### Origines et études
Fille du prince Bandar ben Sultan ben Abdelaziz Al Saoud et de Haifa bint Faisal (en), elle passe de nombreuses années aux États-Unis, où son père est ambassadeur de 1983 à 2005. Elle obtient un baccalauréat universitaire ès lettres en études muséales à l'université George-Washington puis retourne à Riyad.
Pendant ses études, elle effectue des stages à l'Institut du monde arabe (Paris) et à la Galerie Arthur M. Sackler (Washington, D. C.). Elle a également collaboré à distance avec un conservateur du musée Field (Chicago), alors que la « collection Haifa Faisal » de sa mère y était exposée.

### Carrière
Revenue en Arabie saoudite en 2005, elle devient PDG d'Al Hama LLC, une société de vente au détail de luxe, qui gère des marques comme DNKY et Donna Karan au Moyen-Orient. Elle occupe également pendant plusieurs années le poste de PDG d'Alfa International, une grande entreprise de vente au détail de produits de luxe qui, entre autres activités, exploite le magasin Harvey Nichols de Riyad. Femme d'affaires active, elle est fondatrice et directrice artistique de Baraboux, une marque de sacs à main de luxe qu'elle a lancée en 2013. Elle est également la fondatrice du fonds de capital-investissement Reemiyah, basé en Arabie saoudite, ainsi que la cofondatrice de Yibreen, un spa pour femmes.
Elle travaille comme lobbyiste pour Uber à partir de 2015.
Le 23 février 2019, elle est nommée ambassadrice d'Arabie saoudite aux États-Unis, et ce dans un contexte où l'image des dirigeants du pays est ternie par l'assassinat du journaliste Jamal Khashoggi. Pour Kristian Ulrichsen, chercheur à l'Institut Baker de l'université Rice, « la nomination d'une nouvelle ambassadrice est une tentative de Riyad pour donner un nouveau départ à sa relation avec Washington ». Elle est la première femme à occuper cette fonction.

### Activisme

#### Promotion du travail des femmes
Elle a attiré l'attention des médias internationaux pour sa défense du travail des femmes. En 2014, elle est reconnue personnalité la plus créative de l'année par Fast Company sur ce sujet et figure sur les listes de Forbes des 200 femmes arabes les plus puissantes et des femmes les plus puissantes d'Arabie saoudite. Elle a également été reconnue par le magazine Foreign Policy comme l'une des meilleurs penseurs mondiales en 2014 dans la catégorie « mogul », concernant son activisme pour aider les femmes à concilier leur vie personnelle et professionnelle et les faire participer au monde économique.
Elle considère que promouvoir les femmes sur le marché du travail est « une évolution, pas une occidentalisation», et que responsabiliser financièrement les femmes les encouragera à « explorer davantage le monde pour elles-mêmes et à devenir moins dépendantes ». Elle a également déclaré que l'Arabie saoudite « ne peut pas avoir la moitié de sa population qui ne travaille pas ».
Chez Harvey Nichols, elle était chargée d'embaucher plus de femmes et de mettre en place des services de garde pour leurs enfants, permettant aux mères de continuer à travailler et de subvenir aux besoins de ces derniers. Elle y a également créé un programme qui fournit des allocations de transport aux femmes car il leur était à l'époque interdit de conduire. Ces efforts, conjugués à des politiques économiques abaissant les obstacles à l'entrée des femmes sur le marché du travail, ont conduit le magasin à employer des dizaines de femmes, alors qu'en 2011 seulement des hommes y travaillaient

#### Contre le cancer du sein
Elle est membre fondatrice de l'Association de sensibilisation au cancer du sein Zahra, basée à Riyad. La mission de l'organisation vise à sensibiliser les femmes sur la détection de la maladie et de coopérer avec les malades jusqu'à leur rétablissement.
Son travail avec l'association Zahra comprend également l'organisation du plus grand ruban rose humain au monde en 2010. Cette initiative a été récompensée par le prix Golden Saber du Holmes Report pour la catégorie de la meilleure publicité et du prix Platinum Sabre pour le meilleur programme de relations publiques.
En mai 2012, en collaboration avec l'association Zahra, elle conduit un groupe de femmes saoudiennes au camp de base du mont Everest, dans le but de sensibiliser le public au cancer du sein. Cette campagne est intitulée « Voyage d'une femme : Destination Mont Everest » (« A Woman’s Journey: Destination Mount Everest »). Les 11 alpinistes entament alors une randonnée de 12 jours jusqu'au camp de base situé à 5 364 mètres d'altitude.

#### Sport féminin
En 2017, elle est nommée présidente de la Fédération saoudienne des sports communautaires. Il s'agit de la première femme saoudienne désignée en conseil des ministres à un poste à hautes responsabilités au sein du Comité général sportif, l'équivalent du ministère des Sports. Elle a déclaré : « J’ai encouragé les femmes à sortir dans la rue et à faire de l’exercice dans les parcs publics. Je dis aux femmes qu'elles n’ont pas besoin d'autorisation pour s’entraîner en public, elles n'ont pas besoin de permission pour créer leurs propres programmes sportifs. Et de plus en plus, elles le font ». Elle travaille ainsi sur l'octroi de licences aux gymnases féminins à travers le royaume, également source de création d'emplois.
En novembre 2017, elle soutient Shoot For A Cause, organisé par Doodle For A Cause : c'est le premier match féminin de basketball à avoir lieu au stade Al Jawhara de Djeddah (Arabie saoudite).
Depuis 2020, elle est membre du Comité international olympique (CIO).

#### Philanthropie
Elle a fondé Alf Khair, une initiative de responsabilité sociale d'entreprise visant à créer une communauté active et créative et qui promeut leur travail à l'échelle internationale. Alf Khair est en train de développer une académie de vente au détail, pour offrir une formation aux Saoudiennes voulant entrer sur le marché du travail. Elle est également membre du conseil consultatif de l'Initiative créative nationale saoudienne.

## Vie privée
Elle a été mariée au prince Faisal bin Turki bin Nasser (it), avec qui elle a deux enfants (un fils, Turki et une fille, Sara). Ils divorcent en 2012.